# Karl Mayreder

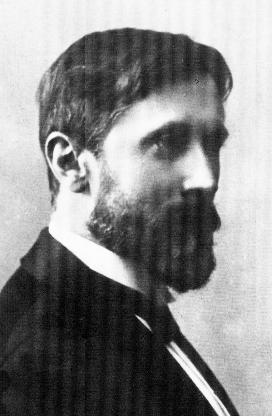
Karl Mayreder, um 1895

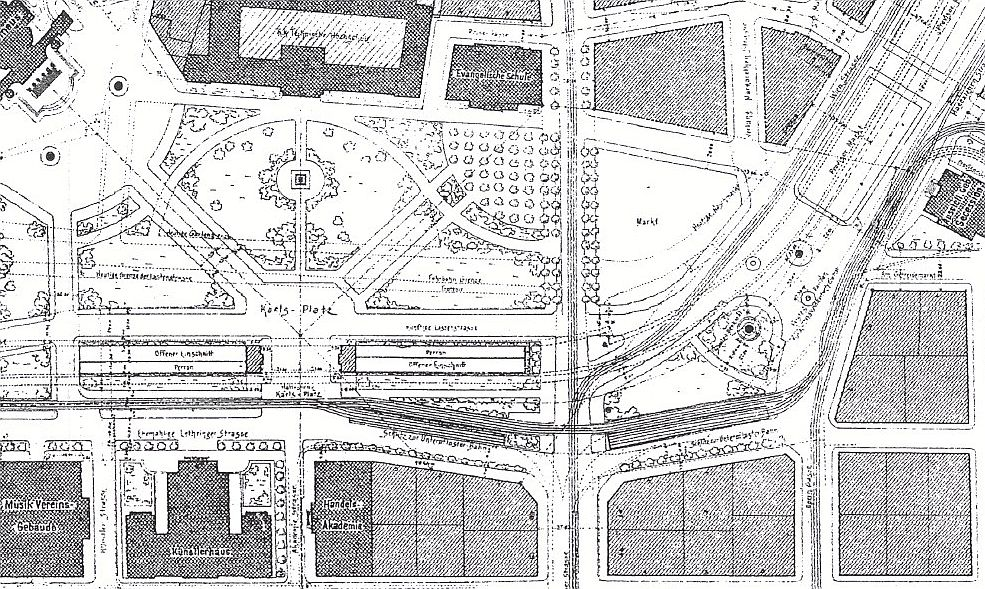
Mayreders Plan zur Ausgestaltung des Karlsplatzes, unter anderem mit Unterpflasterstraßenbahn (1900)

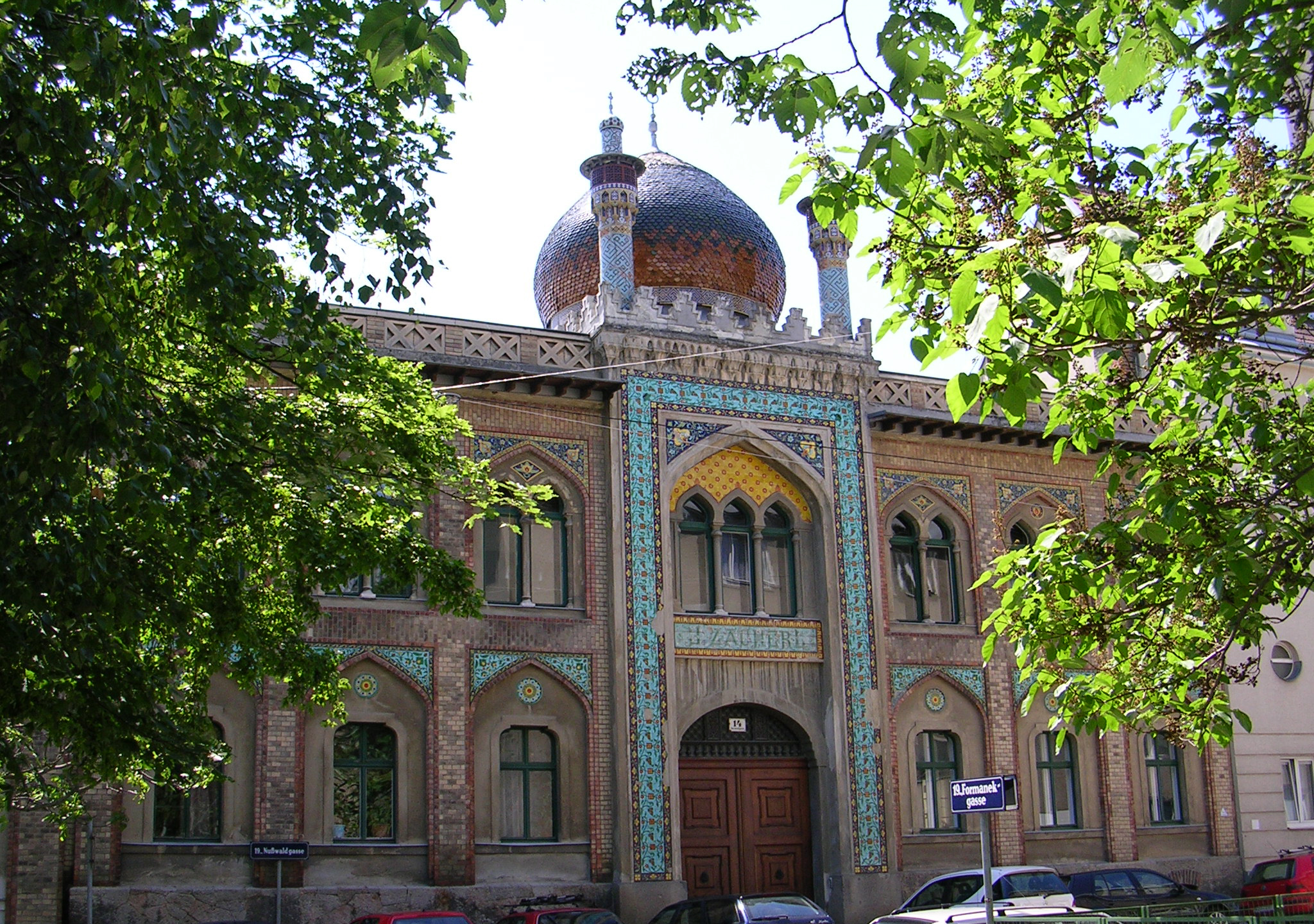
Zacherl-Fabrik

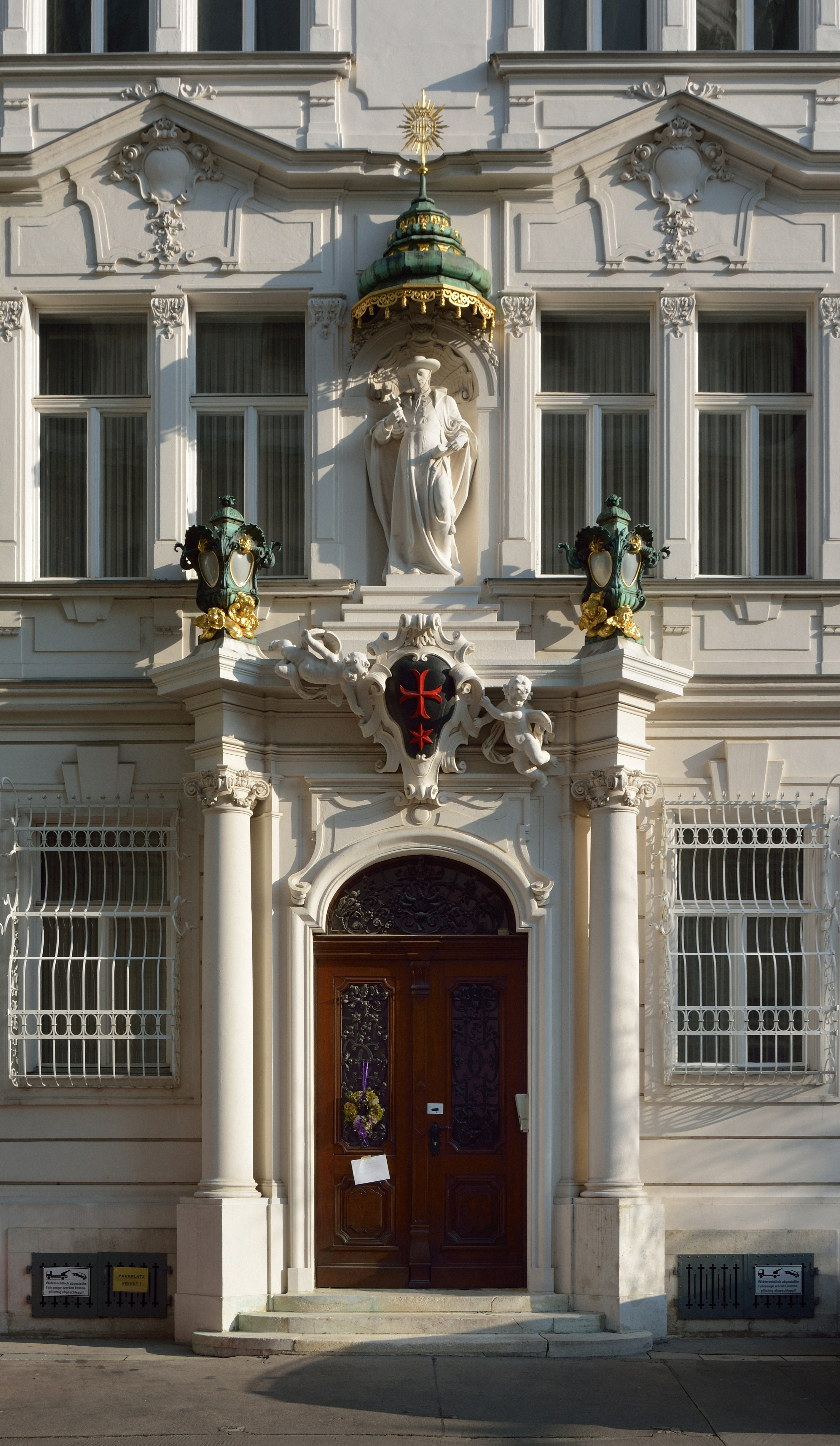
Portal des Kreuzherrenhofs

Karl Mayreder (* 13. Juni 1856 in Mauer, heute Wien; † 9. September 1935 in Wien) war ein österreichischer Architekt. Er war der Ehemann der Frauenrechtlerin Rosa Mayreder.

## Leben und Wirken
Karl Mayreder wurde als ältester von drei Söhnen des Hoteliers Leopold Mayreder, der den als Gastwirtschaft und Hotel damals sehr bekannten „Matschakerhof“ in der Inneren Stadt (1. Bezirk), Spiegelgasse 5 / Seilergasse 6, erfolgreich führte, und dessen Ehefrau Henriette geboren. Alle drei Söhne wandten sich der Architektur bzw. dem Bauwesen zu; wie Karl auch Julius (1860–1911) und Rudolf Mayreder (1864–1937), der das bis 1996 bestehende Bauunternehmen Mayreder-Kraus & Co. (später Mayreder Bau, Alpine Mayreder Bau bzw. Alpine Holding) gründete.
Karl studierte von 1872 bis 1877 an der Technischen Hochschule Wien, wo er Schüler von Heinrich von Ferstel und später Assistent bei Karl König war. Noch während des Studiums lernte er die wissenschaftlich und an einer Besserung der Stellung der Frauen interessierte Rosa Obermayer bei einem regelmäßigen Stammtisch kennen, der für sie der einzige Weg war, um ihre Persönlichkeit gemäß ihren Idealen zu entwickeln. 1881 heirateten die beiden. Von 1880 bis 1884 war er im Atelier von Ferstel beschäftigt.
Vom 24. Jänner 1885 an war er Mitglied des Wiener Künstlerhauses, ab 1888 auch des Österreichischen Ingenieur- und Architekten-Vereins. 1893 gewann er mit seinen beiden Brüdern den Wettbewerb zur Regulierung des Stubenviertels, eines Teils des 1. Bezirks, in Wien und erhielt, ebenfalls mit seinen Brüdern, einen 2. Preis für ein Projekt zum Stadtregulierungsplan von Wien.
Von 1894 bis 1902 war Karl Mayreder Leiter des Stadtregulierungsbüros des Wiener Stadtbauamts. Etliche damalige Projekte der Stadtplanung, insbesondere Straßendurchbrüche, gingen auf ihn zurück. Diese Funktion führte auch dazu, dass er zum Juror für Wettbewerbe zu Stadtregulierungsprojekten in mehreren europäischen Städten berufen wurde. 1907 erhielt er den Auftrag, den Stadtplan von Rovereto (Trentino-Südtirol) zu erstellen.
1898 wurde er zum außerordentlichen Professor für die Propädeutik der Baukunst ernannt, 1900 wurde er zum ordentlichen Professor für die Baukunst der Antike berufen. Außerdem war er treibende Kraft zur Einführung eines Lehrstuhls für Städtebau an der Technischen Hochschule Wien. Im Studienjahr 1922/1923 bekleidete er an der Hochschule das Amt des Rektors, musste jedoch schon im Jänner 1923 krankheitsbedingt zurücktreten und 1925 in den Ruhestand gehen. 1929 bekam er die Ehrendoktorwürde der Technischen Hochschule Graz verliehen.
Neben seinen öffentlichen Funktionen arbeitete Mayreder auch als Privatarchitekt und errichtete mehrere Palais und andere Gebäude, wobei allerdings bei mehreren davon seine Urheberschaft nicht gesichert ist.
Karl Mayreder wurde auf dem Wiener Zentralfriedhof an der Seite seiner Eltern Leopold und Henriette Mayreder, seines Bruders Julius Mayreder und seiner Schwestern im Familiengrab, Gruppe 43 E, Reihe 1, Nr. 33, bestattet. 1938 wurde auch seine Witwe Rosa Mayreder dort begraben.
Die 500-Schilling-Banknote von 1997, eine der letzten beiden Banknoten der Schillingwährung, zeigt auf der Vorderseite ein Porträt von Rosa Mayreder und auf der Rückseite Rosa und Karl Mayreder (siehe Abb. oben) und ein Gruppenbild der Teilnehmerinnen des Bundestags Österreichischer Frauenvereine in Wien 1911.

## Werke (Auswahl)

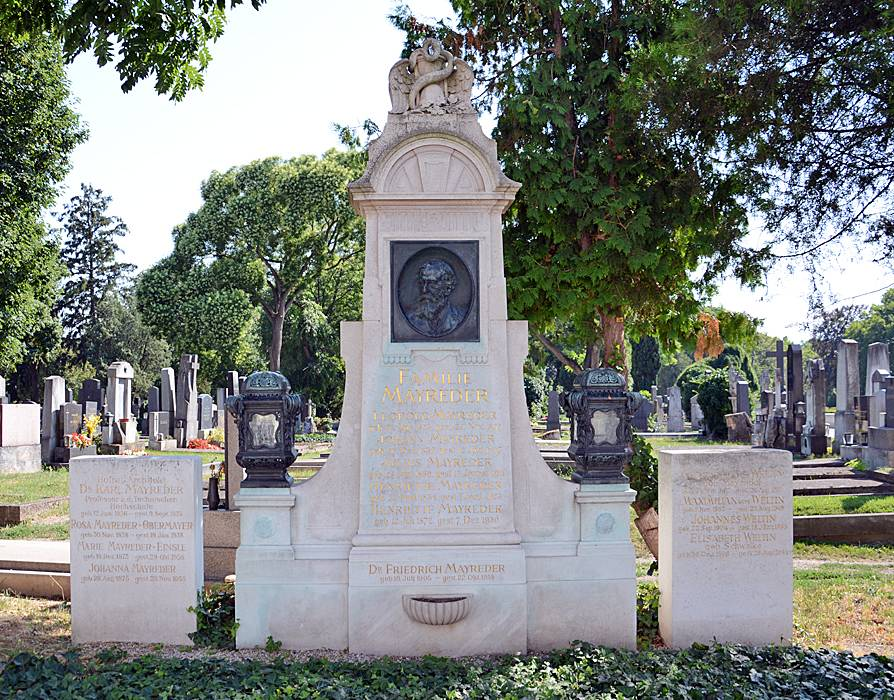
Grab der Familie Mayreder auf dem Wiener Zentralfriedhof

- Palais Oberleitner in Mährisch Schönberg
- Palais Isbary in Wien 4
- Kreuzherrenhof in Wien 4 (gemeinsam mit Julius Mayreder)[1]
- Zacherl-Insektenpulverfabrik in Wien 19

(Weitere Werke siehe Julius Mayreder)